# Ardis de Lidia
Ardis fue el segundo rey de Lidia de la dinastía mermnada, autóctona de la región. Su reinado duró desde el 644 a. C. hasta aproximadamente el 625 a. C.

## Contexto histórico
Ardis era hijo de Giges, el primer rey de Lidia independiente tras la caída del Imperio frigio. A pesar de que Giges falleció tras una derrota militar contra la tribu nómada de los cimerios y que la parte baja de la capital Sardes fue saqueada, el reino que había fundado fue capaz de perdurar.

## Política exterior
Ardis continuó la política exterior de su padre. Al pagar tributo al rey asirio Asurbanipal (668 a. C.-631 a. C.), recibió apoyo en la guerra contra los cimerios. Al mismo tiempo, trató de conquistar las ciudades griegas de la costa oeste del Asia Menor.
Según el historiador griego Heródoto de Halicarnaso, Ardis reinó durante 49 años, período donde el rey incursionó en Mileto y tomó Priene, y donde los cimerios tomaron la capital lidia de Sardes, a excepción de la acrópolis. Sin embargo, Asiria estaba en declive tras la pérdida de Egipto en el 664 a. C. y no deja de ser posible que los cimerios fueran capaces de aprovechar la coyuntura para penetrar de nuevo en Lidia.
De lo que no hay razón para dudar es de que Ardis tuviera más éxito en sus guerras griegas. Capturó Priene y luchó contra Mileto, la potencia griega líder en Asia. Esta guerra la heredó de su padre, pero parece que Ardis comprendió que su ejército nunca podría conquistar Mileto, una potencia naval. Colaborando con su antiguo enemigo, Ardis permitió a los milesios fundar nuevas ciudades en las orillas meridionales del mar Negro, las cuales pagaban tributo al rey lidio. Una de estas ciudades fue Abidos (la actual Çanakkale).

## Numismática
Fue probablemente durante el reinado de Ardis que los lidios empezaron a acuñar moneda, aunque algunos numismáticos han propuesto fechas anteriores y posteriores. Prácticamente todas las monedas presentan un león, asumiéndose que este fiero animal era el símbolo heráldico de la dinastía mermnada.

## Descendientes
Ardis tuvo un hijo llamado Sadiates, su sucesor, y una hija llamada Lide. Probablemente ambos hijos estaban casados entre ellos. El nieto de Ardis fue Aliates y es posible que llegara a conocer a su bisnieto Creso (después de todo, reinó durante 40 años).
De igual forma que el resto de reyes de la familia, Ardis fue enterrado en el cementerio real de Bin Tepe, en la llanura de Sardes.
| Predecesor: Giges | Rey de Lidia 644 a. C. - más allá del 625 a. C. | Sucesor: Sadiates |